# Égalité ou indépendance
Égalité ou indépendance est un manifeste politique écrit par l'homme politique Daniel Johnson et présenté pour la première fois aux assises de l’Union nationale en 1965. Dans le texte, Johnson fait d’abord un retour sur l’histoire du Canada en insistant sur l’apport de la nation canadienne-française à celle-ci. Il poursuit en présentant les échecs de l’état fédéral canadien et termine son ouvrage en argumentant qu’une nouvelle constitution est nécessaire pour que le Québec puisse prospérer au sein d’un Canada uni, sans quoi la seule alternative est l’indépendance.
L’intention derrière cet ultimatum posé par Johnson n’était pas vraiment de mener le Québec vers l’indépendance. De son propre aveu, Johnson préférait la cohabitation avec le reste du Canada. Cependant, le manifeste allait poser les bases des positions constitutionnelles de l’Union nationale sous Johnson. De plus, le texte eut un impact non négligeable sur le mouvement souverainiste au Québec. « Égalité ou indépendance» deviendra le slogan électoral de Daniel Johnson qui deviendra premier ministre du Québec en 1966.

## Contexte de publication
Dès l’élection de Jean Lesage en 1960, le Québec entama une période qui sera nommée a posteriori la « Révolution tranquille ». Dès le début de cette dernière, coïncidant avec les nouvelles mesures entamées par le gouvernement Lesage, la province subit plusieurs profondes transformations qui changèrent entièrement le fonctionnement des institutions publiques. Le système hospitalier, l’éducation, l’électrification des campagnes et la sphère ecclésiastique furent les plus touchés par ces transformations. Au même moment, dans l’opposition de l’Union nationale dirigée par Daniel Johnson, des transformations importantes s’opéraient. Autrefois ayant de fortes tendances conservatrices classiques, le parti de Johnson pencha graduellement vers une avenue plus nationaliste et interventionniste. Cependant, il demeurait ambivalent et ouvert à un futur remaniement de sa politique.
Afin d’exposer ses idées par écrit et rallier les partisans nationalistes à son parti politique, Johnson rédigea Égalité ou indépendance. En faisant cela, Johnson traçait une ligne entre les valeurs passées de son parti et les nouvelles idées qu’il désirait véhiculer s’il se retrouvait au pouvoir. Cette déclaration servait aussi de moyen de déstabiliser le système politique en place et ainsi gagner une certaine visibilité. L’œuvre en soi n’avait donc pas seulement une valeur en tant que texte, mais aussi une valeur symbolique qui s’intégrait parfaitement avec le type de revendication en hausse à cette période. Notamment, en raison des élections générales de 1966 à venir.
Daniel Johnson est un politicien québécois impliqué dès 1958 dans le ministère des Ressources hydrauliques sous le régime de Maurice Duplessis. Il conservera son poste sous les deux gouvernements qui suivirent : le bref gouvernement de Paul Sauvé ainsi que celui d'Antonio Barrette. Il est réélu à la suite de la défaite de l’Union nationale en 1960 et devient chef de son parti, ayant remporté sa victoire contre Jean-Jacques Bertrand. Il devient chef de l’opposition dans une période où son adversaire, Jean Lesage, avance plusieurs idées de refonte dans les politiques nationales comme l’idée d’une nationalisation de l’électricité au Québec. Après trois ans à siéger comme chef de l’opposition, il publie en 1965 Égalité ou indépendance, mettant ainsi sur papier ses nouvelles intentions politiques, ainsi qu’une direction nouvelle pour son parti.

## Description du contenu
Le manifeste Égalité ou indépendance débute avec un avant-propos dans lequel Johnson appelle à une réforme de la constitution canadienne, sans quoi la Confédération serait vouée à l’échec. La première partie s’intitule « Un pays, deux nations ». Johnson y établit qu’il y a bel et bien une nation canadienne-française à part au sein du Canada qui s’identifierait à l’État québécois. Il présente également un tour d’horizon rapide de l’histoire du Québec. De la Conquête à la Confédération, Johnson laisse entendre que l’histoire des Canadiens français est en fait la continuation d’une longue lutte constitutionnelle. Il termine en argumentant que la Constitution de 1867, telle qu’appliquée en 1965, n’assurait plus au Québec son droit à l’autodétermination. Contrairement à ce qui était initialement prévu à la fondation du Canada, l’État fédéral se serait approprié des compétences en matière de culture nationale qui auraient dû être laissées aux provinces.
La deuxième partie, «l’Échec du Fédéralisme», entre plus en détail sur les positions de Johnson en ce qui a trait aux problèmes auxquels le Québec faisait face au sein de la Confédération.  L’auteur réitère que le Canada a évolué pour former deux groupes nationaux distincts, soit le Canada anglais et le Canada français. La présence de ces deux sociétés au sein d’un même pays rendrait la Constitution de 1867 obsolète. Les Canadiens anglais s’identifieraient à l’État fédéral alors que ce n’était pas le cas au Québec. Toujours selon Johnson, cette homogénéisation de la majorité des provinces canadiennes menace la culture canadienne-française. Johnson reprochait également à la Constitution de 1867 de ne pas suffisamment protéger la minorité francophone. De plus, l’État actuel aurait dévié de ses fonctions initiales. Bref, puisque la constitution ne convenait plus à l’ensemble des Canadiens, il fallait l’abandonner.
C’est ce que Johnson élabore dans la troisième partie de son manifeste, «Une constitution nouvelle». Pour l’auteur, il fallait revoir l’état des choses. Puisque le Québec ne pouvait pas assurer sa pérennité sous l’actuelle constitution, il fallait établir un meilleur accord entre les provinces. Cependant, Johnson allait un peu plus loin en envisageant l’indépendance du Québec comme une alternative à une nouvelle constitution qui pourrait satisfaire les aspirations nationales des Québécois. Cette rhétorique se résume par l’ultimatum qui a donné son nom au manifeste : « égalité ou indépendance». Cependant, Johnson se montre conciliant et ouvert à collaborer avec le reste du Canada. Pour plusieurs, Johnson n’aurait pas réellement envisagé l’indépendance et préférait de loin l’association avec les autres provinces. Johnson termine en affirmant : « Canada ou Québec, là où la nation canadienne-française trouvera la liberté, là sera sa patrie», ce qui sous-entend qu’il n’écartait pas du tout la possibilité que le Québec demeure au sein du Canada.

## Réception et postérité
Bien reçu chez les nationalistes en plein essor au Québec, le manifeste allait dicter la rhétorique de l’Union nationale en ce qui a trait au nationalisme pour les élections de 1966. Néanmoins, la parution de l’ouvrage lance un sujet nouveau dans le débat constitutionnel. Johnson présente notamment les Canadiens français comme étant membre d’une société distincte au sein du Canada. En ce sens, le manifeste eut un impact marqué sur la façon dont on aborde la question nationale au Québec, puisque le concept de société distincte a été réutilisé à maintes reprises depuis la parution du manifeste.
Toutes ces revendications sont des sujets qui étaient déjà abordés dans l’opinion publique québécoise, mais qui n’avaient pas encore été amenés dans un grand ensemble et présentés dans un cadre politique sérieux. C’est cette image de revendication unie propagée par l’ouvrage de Johnson qui marque son époque et enflamme les discussions. Le mécontentement populaire était présent, et les revendications nationalistes existaient déjà. Johnson n’avait que poussé dans le sens de l’opinion populaire, l’utilisant à son avantage.
Johnson continue de s’appuyer sur les déclarations de son ouvrage alors qu’il menace Ottawa de débuter les démarches vers l’indépendance s’il ne peut signer avec le gouvernement fédéral un pacte d’équité politique. L’ultimatum utilisé dans son ouvrage est une nouvelle méthode qui n’avait pas été proprement utilisée par le passé,  méthode surnommé « la politique du couteau sur la gorge ». L’indépendance était devenue une arme contre le gouvernement fédéral, synthétisée dans le texte de Égalité ou indépendance. Johnson utilisa plusieurs techniques provocatrices pour mener à bien ses élections et son programme politique, mais il reste que son ouvrage fut le départ d’une grande série de revendications nationalistes qui secouèrent profondément le débat politique québécois pendant la période de la Révolution tranquille.
Avec la rédaction de Égalité ou indépendance, Daniel Johnson est l’un des premiers à envisager une indépendance politique pour le Québec et à se servir de cette idée comme d'une menace « crédible ». Le Rassemblement pour l'indépendance nationale (RIN) réclamait également l’indépendance, mais paraissait bien plus radical que Johnson. Par conséquent, Johnson s’imposait comme le choix le plus réaliste des groupes nationalistes. La réputation dangereuse des nationalistes radicaux tels que le RIN ou le Front de libération du Québec (FLQ) contribua à accorder de la crédibilité à Johnson. Le RIN avait une rhétorique révolutionnaire alors que Johnson se présentait comme un choix plus rassurant.
Outre la portée symbolique plus large du manifeste, l’ouvrage était essentiellement un outil politique qui résumait les idées de Johnson. L’apparition du texte fut une importante concrétisation d’une idée populaire au sein du système politique et de ses représentants. Ce manifeste contribua donc à attiser l’engouement pour les idées indépendantistes lors de la Révolution tranquille.
Si le manifeste s’inscrit dans un contexte de surenchère nationaliste à l’aube des élections de 1966, le manifeste eut un impact limité sur les adversaires politiques de Johnson. Malgré la fermeté du titre du manifeste, Johnson n’avait pas une rhétorique radicale. L’exemple le plus flagrant est l’utilisation de la devise : « Pas nécessairement l’indépendance, mais l’indépendance si nécessaire ». L’impact de Johnson en tant que nationaliste québécois allait donc être éclipsé par des successeurs plus revendicateurs.